# Gnophos serratilinea
Gnophos serratilinea är en fjärilsart som beskrevs av Sterneck 1928. Gnophos serratilinea ingår i släktet Gnophos och familjen mätare. Inga underarter finns listade i Catalogue of Life.